# Limnephilus martynovi
Limnephilus martynovi là một loài Trichoptera trong họ Limnephilidae. Chúng phân bố ở miền Cổ bắc.